# ألارز (شهدا بهشهر)
ألارز (بالفارسية: الارز) هي قرية تقع في إيران في قسم شهدا الريفي. يقدر عدد سكانها بـ 267 نسمة بحسب إحصاء 2016.